# Saison 1989-1990 de l'Olympique lyonnais
Chronologie
Saison précédente Saison suivante
La saison 1989-1990 de l'Olympique lyonnais est la quarantième de l'histoire du club. 
Pour sa première année de retour parmi l'élite, l'équipe se classe huitième du championnat. L'entraîneur de l'équipe est Raymond Domenech.

## Effectif professionnel
Gardiens :
- François Lemasson :  France
- Jean-Philippe Forêt :  France
- Christophe Breton :  France

 Défenseurs :
- Romarin Billong :  France/ Cameroun
- Pascal Fugier :  France
- Bruno N'Gotty :  France
- Laurent Lassagne :  France
- Mario Corian :  France
- Alexandre Bès :  France/ Cameroun
- Jean-Marc Knapp :  France
- Mick McCarthy :  Irlande
- Benjamin Sutter :  France

 Milieux :
- Ali Bouafia :  Algérie
- Jacky Colin :  France
- Bruno Génésio :  France
- Laurent Debrosse :  France
- Stéphane Roche :  France
- Rémi Garde :  France
- Pierre Chavrondier :  France

 Attaquants :
- François Brisson :  France
- Claudio García :  Argentine
- Olivier Ferez :  France
- Alain Baré :  France
- Kabongo :  République démocratique du Congo

## Statistiques de l'équipe
L'équipe a gagné 14 matchs, obtenus 11 nuls et s'est inclinée à 13 reprises, pour un bilan de 43 buts pour et 41 contre.

## Détails des matchs

### Championnat de France

#### Journée 1 à 5
| Journée 1                | Olympique lyonnais | 1–4 | Olympique de Marseille |  |
| Vendredi 21 juillet 1989 |                    |     |                        |  |
|                          |                    |     |                        |  |

| Journée 2              | Olympique lyonnais | 3–0 | Toulouse Football Club |  |
| Samedi 29 juillet 1989 |                    |     |                        |  |
|                        |                    |     |                        |  |

| Journée 3            | FC Nantes | 2–1 | Olympique lyonnais |  |
| Mercredi 2 août 1989 |           |     |                    |  |
|                      |           |     |                    |  |

| Journée 4          | Olympique lyonnais | 2–0 | OGC Nice |  |
| Samedi 5 août 1989 |                    |     |          |  |
|                    |                    |     |          |  |

| Journée 5           | FC Metz | 2–3 | Olympique lyonnais |  |
| Samedi 12 août 1989 |         |     |                    |  |
|                     |         |     |                    |  |

#### Journée 6 à 10
| Journée 6           | Olympique lyonnais | 0–4 | FC Sochaux |  |
| Samedi 19 août 1989 |                    |     |            |  |
|                     |                    |     |            |  |

| Journée 7           | Montpellier Hérault Sport Club | 2–0 | Olympique lyonnais |  |
| Samedi 26 août 1989 |                                |     |                    |  |
|                     |                                |     |                    |  |

| Journée 8             | Olympique lyonnais | 1–1 | RC Paris |  |
| Mercredi 30 août 1989 |                    |     |          |  |
|                       |                    |     |          |  |

| Journée 9               | ASSE | 1–0 | Olympique lyonnais |  |
| Samedi 9 septembre 1989 |      |     |                    |  |
|                         |      |     |                    |  |

| Journée 10               | Olympique lyonnais | 2–1 | LOSC Lille |  |
| Samedi 16 septembre 1989 |                    |     |            |  |
|                          |                    |     |            |  |

#### Journée 11 à 15
| Journée 11               | Stade brestois 29 | 0–2 | Olympique lyonnais |  |
| Samedi 23 septembre 1989 |                   |     |                    |  |
|                          |                   |     |                    |  |

| Journée 12               | Olympique lyonnais | 2–1 | SM Caen |  |
| Samedi 30 septembre 1989 |                    |     |         |  |
|                          |                    |     |         |  |

| Journée 13              | AS Cannes | 2–1 | Olympique lyonnais |  |
| Mercredi 4 octobre 1989 |           |     |                    |  |
|                         |           |     |                    |  |

| Journée 14               | Olympique lyonnais | 0—2 | AS Monaco |  |
| Vendredi 13 octobre 1989 |                    |     |           |  |
|                          |                    |     |           |  |

| Journée 15             | Paris Saint-Germain | 0—1 | Olympique lyonnais |  |
| Samedi 21 octobre 1989 |                     |     |                    |  |
|                        |                     |     |                    |  |

#### Journée 16 à 20
| Journée 16             | Olympique lyonnais | 0—0 | Girondins de Bordeaux |  |
| Samedi 28 octobre 1989 |                    |     |                       |  |
|                        |                    |     |                       |  |

| Journée 17             | SC Toulon | 1—1 | Olympique lyonnais |  |
| Samedi 4 novembre 1989 |           |     |                    |  |
|                        |           |     |                    |  |

| Journée 18               | Olympique lyonnais | 3—1 | FC Mulhouse |  |
| Mercredi 8 novembre 1989 |                    |     |             |  |
|                          |                    |     |             |  |

| Journée 19              | AJ Auxerre | 0—1 | Olympique lyonnais |  |
| Samedi 11 novembre 1989 |            |     |                    |  |
|                         |            |     |                    |  |

| Journée 20              | Toulouse Football Club | 0—0 | Olympique lyonnais |  |
| Samedi 25 novembre 1989 |                        |     |                    |  |
|                         |                        |     |                    |  |

#### Journée 21 à 25
| Journée 21         | Olympique lyonnais | 0—0 | FC Nantes |  |
| Mardi 13 mars 1990 |                    |     |           |  |
|                    |                    |     |           |  |

| Journée 22                | OGC Nice | 1—0 | Olympique lyonnais |  |
| Dimanche 10 décembre 1989 |          |     |                    |  |
|                           |          |     |                    |  |

| Journée 23                | Olympique lyonnais | 0—0 | FC Metz |  |
| Dimanche 17 décembre 1989 |                    |     |         |  |
|                           |                    |     |         |  |

| Journée 24              | FC Sochaux | 1—0 | Olympique lyonnais |  |
| Dimanche 4 février 1990 |            |     |                    |  |
|                         |            |     |                    |  |

| Journée 25               | Olympique lyonnais | 3—1 | Montpellier Hérault Sport Club |  |
| Dimanche 11 février 1990 |                    |     |                                |  |
|                          |                    |     |                                |  |

#### Journée 26 à 30
| Journée 26               | RC Paris | 0—1 | Olympique lyonnais |  |
| Mercredi 21 février 1990 |          |     |                    |  |
|                          |          |     |                    |  |

| Journée 27               | Olympique lyonnais | 0—0 | ASSE |  |
| Dimanche 25 février 1990 |                    |     |      |  |
|                          |                    |     |      |  |

| Journée 28         | LOSC Lille | 0—0 | Olympique lyonnais |  |
| Samedi 3 mars 1990 |            |     |                    |  |
|                    |            |     |                    |  |

| Journée 29          | Olympique lyonnais | 4—0 | Stade brestois 29 |  |
| Samedi 17 mars 1990 |                    |     |                   |  |
|                     |                    |     |                   |  |

| Journée 30          | SM Caen | 1—1 | Olympique lyonnais |  |
| Samedi 24 mars 1990 |         |     |                    |  |
|                     |         |     |                    |  |

#### Journée 31 à 35
| Journée 31          | Olympique lyonnais | 0—1 | AS Cannes |  |
| Samedi 31 mars 1990 |                    |     |           |  |
|                     |                    |     |           |  |

| Journée 32          | AS Monaco | 1—0 | Olympique lyonnais |  |
| Samedi 7 avril 1990 |           |     |                    |  |
|                     |           |     |                    |  |

| Journée 33           | Olympique lyonnais | 1—2 | Paris Saint-Germain |  |
| Samedi 14 avril 1990 |                    |     |                     |  |
|                      |                    |     |                     |  |

| Journée 34             | Girondins de Bordeaux | 2—0 | Olympique lyonnais |  |
| Vendredi 20 avril 1990 |                       |     |                    |  |
|                        |                       |     |                    |  |

| Journée 35           | Olympique lyonnais | 3—2 | SC Toulon |  |
| Samedi 28 avril 1990 |                    |     |           |  |
|                      |                    |     |           |  |

#### Journée 36 à 38
| Journée 36        | FC Mulhouse | 4—4 | Olympique lyonnais |  |
| Samedi 5 mai 1990 |             |     |                    |  |
|                   |             |     |                    |  |

| Journée 37         | Olympique lyonnais | 1—1 | AJ Auxerre |  |
| Samedi 12 mai 1990 |                    |     |            |  |
|                    |                    |     |            |  |

| Journée 38         | Olympique de Marseille | 0—1 | Olympique lyonnais |  |
| Samedi 19 mai 1990 |                        |     |                    |  |
|                    |                        |     |                    |  |

#### Classement
Lyon fini 8e du championnat.

### Coupe de France
L'Olympique lyonnais s'arrête dès le premier tour, en trente-deuxième de finale contre Nîmes sur le score de 1 à 0.